# 長吉出戸
長吉出戸（ながよしでと）は、大阪府大阪市平野区にある町名。現行行政地名は長吉出戸一丁目から長吉出戸八丁目。

## 地理
平野区の南東部に位置し、東に長吉六反、西に喜連東、南の西側に長吉長原、東側に長吉長原東、北に八尾市と接している。

## 歴史

### 沿革
1974年（昭和49年）、大阪市東住吉区長吉出戸町・喜連町・長吉長原町・長吉六反町の各一部より、平野区長吉出戸1 - 8丁目成立。

## 世帯数と人口
2024年（令和6年）9月30日現在（大阪市発表）の世帯数と人口は以下の通りである。
| 丁目           | 世帯数    | 人口     |
| -------------- | --------- | -------- |
| 長吉出戸一丁目 | 757世帯   | 1,429人  |
| 長吉出戸二丁目 | 1,241世帯 | 2,273人  |
| 長吉出戸三丁目 | 856世帯   | 1,964人  |
| 長吉出戸四丁目 | 686世帯   | 1,181人  |
| 長吉出戸五丁目 | 398世帯   | 716人    |
| 長吉出戸六丁目 | 459世帯   | 900人    |
| 長吉出戸七丁目 | 525世帯   | 937人    |
| 長吉出戸八丁目 | 1,190世帯 | 2,035人  |
| 計             | 6,112世帯 | 11,435人 |

### 人口の変遷
国勢調査による人口の推移。
| 1995年（平成7年）  | 13,063人 | [ 6 ]  |  |
| 2000年（平成12年） | 13,058人 | [ 7 ]  |  |
| 2005年（平成17年） | 12,786人 | [ 8 ]  |  |
| 2010年（平成22年） | 12,393人 | [ 9 ]  |  |
| 2015年（平成27年） | 12,176人 | [ 10 ] |  |
| 2020年（令和2年）  | 12,205人 | [ 11 ] |  |

### 世帯数の変遷
国勢調査による世帯数の推移。
| 1995年（平成7年）  | 4,761世帯 | [ 6 ]  |  |
| 2000年（平成12年） | 5,096世帯 | [ 7 ]  |  |
| 2005年（平成17年） | 5,137世帯 | [ 8 ]  |  |
| 2010年（平成22年） | 5,133世帯 | [ 9 ]  |  |
| 2015年（平成27年） | 5,422世帯 | [ 10 ] |  |
| 2020年（令和2年）  | 5,904世帯 | [ 11 ] |  |

## 学区
市立小・中学校に通う場合、学区は以下の通りとなる。なお、小学校・中学校入学時に学校選択制度を導入しており、通学区域以外に通学区域に隣接している小学校・平野区内にある中学校から選択することも可能。
| 丁目           | 番                                                                                  | 小学校                 | 中学校                 |
| -------------- | ----------------------------------------------------------------------------------- | ---------------------- | ---------------------- |
| 長吉出戸一丁目 | 7番4・12号（各一部） 7番27～29号                                                    | 大阪市立喜連東小学校   | 大阪市立喜連中学校     |
| 長吉出戸一丁目 | 1番、5番 7番1～3号 7番5～11号 7番13～26号 7番30～33号 7番4・12号（各一部） 10〜11番 | 大阪市立長吉出戸小学校 | 大阪市立長吉西中学校   |
| 長吉出戸二丁目 | 全域                                                                                | 大阪市立長吉出戸小学校 | 大阪市立長吉西中学校   |
| 長吉出戸三丁目 | 全域                                                                                | 大阪市立長吉出戸小学校 | 大阪市立長吉西中学校   |
| 長吉出戸四丁目 | 全域                                                                                | 大阪市立長吉出戸小学校 | 大阪市立長吉西中学校   |
| 長吉出戸五丁目 | 全域                                                                                | 大阪市立長吉出戸小学校 | 大阪市立長吉西中学校   |
| 長吉出戸六丁目 | 全域                                                                                | 大阪市立長吉出戸小学校 | 大阪市立長吉西中学校   |
| 長吉出戸七丁目 | 1番                                                                                 | 大阪市立長吉出戸小学校 | 大阪市立長吉西中学校   |
| 長吉出戸七丁目 | 2～15番                                                                             | 大阪市立長吉東小学校   | 大阪市立長吉六反中学校 |
| 長吉出戸八丁目 | 全域                                                                                | 大阪市立長吉東小学校   | 大阪市立長吉六反中学校 |

## 事業所
2021年（令和3年）現在の経済センサス調査による事業所数と従業員数は以下の通りである。
| 丁目           | 事業所数  | 従業員数 |
| -------------- | --------- | -------- |
| 長吉出戸一丁目 | 27事業所  | 137人    |
| 長吉出戸二丁目 | 19事業所  | 130人    |
| 長吉出戸三丁目 | 48事業所  | 303人    |
| 長吉出戸四丁目 | 50事業所  | 209人    |
| 長吉出戸五丁目 | 37事業所  | 331人    |
| 長吉出戸六丁目 | 70事業所  | 482人    |
| 長吉出戸七丁目 | 69事業所  | 895人    |
| 長吉出戸八丁目 | 27事業所  | 259人    |
| 計             | 347事業所 | 2,746人  |

## 交通

### バス
2020年4月現在
括弧内は矢印の方向の時のみ停車するバス停
- 大阪シティバス[15]
  - 1・3号系統：北出戸 - 喜連東口 - 西出戸
  - 2号系統：（地下鉄出戸→）- 出戸南口 …… 長吉城山
  - 9号系統：長吉出戸小学校前 - 中出戸
  - 16・33号系統：地下鉄出戸
  - 61A・61B号系統：（地下鉄出戸→）…… 長吉城山 …… 長吉出戸住宅前 - 長吉出戸小学校前 - 中出戸

### 道路
- 大阪府道2号大阪中央環状線
- 大阪府道179号住吉八尾線
- 大阪府道186号大阪羽曳野線

## 施設
- 大阪市立長吉出戸小学校
- 大阪市立長吉東小学校
- コミュニティプラザ平野[16]
- 平野出戸郵便局[17]
- コーナン 長吉長原店[18]
- 長吉出戸公園
- 長吉公園
- 出戸池公園
- 出戸やすらぎ公園
- 出戸南公園

## その他

### 日本郵便
- 〒547-0011[3]（集配局：平野郵便局[19]）